# Маттерсбург (округ)
Маттерсбург (нім. Bezirk Mattersburg) — округ в Австрії. Центр округу — місто Маттерсбург. Округ входить до складу федеральної землі Бургенланд. Займає площу 237,84 км². Населення 37 446 чоловік.

## Адміністративні одиниці
1. Антау
2. Бад-Зауербрунн
3. Баумгартен
4. Драсбург
5. Форхтенштайн
6. Гірм
7. Кренсдорф
8. Лойперсбах
9. Марц
10. Маттерсбург
11. Нойдерфль
12. Петтельсдорф
13. Петчинг
14. Рорбах-Маттерсбург
15. Шаттендорф
16. Зіграбен
17. Зіглес
18. Візен
19. Цемендорф-Штеттера

## Населення
Населення округу за роками за даними статистичного бюро Австрії

## Виноски
- Офіційна сторінка [Архівовано 3 вересня 2018 у Wayback Machine.](нім.)